# Geoff Stults
Geoffrey Manton Stults (Detroit, 15 dicembre 1977) è un attore ed ex giocatore di football americano statunitense.

## Biografia
Cresciuto in Colorado, si trasferisce a Los Angeles e comincia a recitare a teatro mentre studia allo Whittier College. Giocatore di football professionista, ha giocato come ricevitore nei Klosterneuburg Mercenaries.
Dal 2002 interpreta nella serie televisiva Settimo cielo Ben, il fratello di Kevin Kinkirk interpretato da George Stults, il suo vero fratello con il quale attualmente vive a Los Angeles. Nel 2004 recita nel film D.E.B.S. - Spie in minigonna.
Appare in un cameo nel film Ti odio, ti lascio, ti... (2006) interpretando un presunto fidanzato di Brooke (Jennifer Aniston). Tra il 2006 e il 2007 interpreta Eddie Latekka nella serie televisiva October Road della ABC.
Nel film Lei è troppo per me (2010) veste i panni di Cam, aitante pilota di jet ed ex fidanzato della protagonista Molly McCleish (Alice Eve). Sempre nel 2010 interpreta lo sceriffo Tommy Conroy nella serie televisiva Happy Town.
Nell'inizio 2011 viene scritturato dalla Fox come protagonista della serie televisiva spin-off di Bones dal titolo Il risolutore.

## Football americano
Stults ha giocato a football americano nei Klosterneuburg Mercenaries nel ruolo di wide receiver.

## Filmografia parziale

### Cinema
- Thank You, Good Night, regia di D. Charles Griffith (2002)
- Nantucket, regia di Glenn Klinker (2002)
- No Place Like Home, regia di Craig Clyde (2002)
- King's Highway, regia di Scott Malchus (2003)
- D.E.B.S. - Spie in minigonna, regia di Angela Robinson (2004)
- 2 single a nozze - Wedding Crashers (Wedding Crashers), regia di David Dobkin (2005)
- In the Mix, regia di Ron Underwood (2005)
- Ti odio, ti lascio, ti... (The Break-Up), regia di Peyton Reed (2006)
- The Express, regia di Gary Fleder (2008)
- I Hope They Serve Beer in Hell, regia di Bob Gosse (2008)
- Lei è troppo per me (She's Out of My League), regia di Jim Field Smith (2010)
- Così è la vita (Life Happens), regia di Kat Coiro (2011)
- J. Edgar, regia di Clint Eastwood (2011)
- A Bet's a Bet, regia di Jennifer Finnigan (2014)
- L'amore criminale (Unforgettable), regia di Denise Di Novi (2017)
- Fire Squad - Incubo di fuoco (Only the Brave), regia di Joseph Kosinski (2017)
- 12 Soldiers (12 Strong), regia di Nicolai Fuglsig (2018)
- Sierra Burgess è una sfigata (Sierra Burgess Is a Loser), regia di Ian Samuels (2018)

### Televisione
- Undressed – serie TV, 4 episodi (2000)
- Confessioni di una giovane sposa, regia di Douglas Barr – film TV (2005)
- Settimo cielo (7th Heaven) – serie TV, 25 episodi (2001-2006)
- Reunion – serie TV, 6 episodi (2005-2006)
- October Road – serie TV, 20 episodi (2007-2008)
- Happy Town – serie TV, 8 episodi (2010)
- How I Met Your Mother – serie TV, 2 episodi (2010)
- Mad Love – serie TV, 3 episodi (2011)
- Bones – serie TV, episodio 6x19 (2011)
- Il risolutore (The Finder) – serie TV, 13 episodi (2012)
- Ben and Kate – serie TV, 6 episodi (2012-2013)
- Enlisted – serie TV, 9 episodi (2014)
- Grace and Frankie – serie TV, 3 episodi (2015)
- Zoo - serie TV, 3 episodi (2015)
- La strana coppia (The Odd Couple) - serie TV, 15 episodi (2015-2017)
- Man with a Plan - serie TV, 2 episodi (2018)
- Cowboy Bebop - serie TV (2021)

## Doppiatori italiani
Nelle versioni in italiano delle opere in cui ha recitato, Geoff Stults è stato doppiato da:
- Massimo Bitossi ne Il risolutore, L'amore criminale, Bones
- Massimiliano Manfredi in Lei è troppo per me
- Patrizio Prata in How I Met Your Mother
- Maurizio Fiorentini in October Road
- Fabio Boccanera in Settimo cielo
- Giorgio Borghetti in Ben and Kate
- Luigi Morville in Ti odio ti lascio ti...
- Simone D'Andrea in Zoo
- Alessandro Quarta in 12 Soldiers
- Carlo Scipioni in Cowboy Bebop
- Fabrizio Pucci in Criminal Minds: Evolution